# Nikola Mektić
Nikola Mektić, född 24 december 1988 i Zagreb, är en kroatisk tennisspelare. 
Mektić har nått semifinal i dubbel vid Wimbledonmästerskapen 2017 och Franska öppna 2018. Han har även vunnit tre ATP Masters 1000-turneringar med tre olika medspelare (Mutua Madrid Open 2018, BNP Paribas Open 2019 och Monte Carlo Masters 2019).

## Karriär
Mektić vann tillsammans med Barbora Krejčíková mixdubbeln vid Australiska öppna 2020. I februari 2020 blev det en andraplats för Mektić och Wesley Koolhof vid Open 13 efter en finalförlust mot Nicolas Mahut och Vasek Pospisil. I september 2020 nådde Mektić och Wesley Koolhof sin första Grand Slam-final vid US Open. Det blev en andraplats efter en finalförlust mot Mate Pavić och Bruno Soares.
I början av 2021 fick Mektić en ny partner i landsmannen Mate Pavić. Under årets första tre månader vann de dubbeltiteln vid Antalya Open, Murray River Open och Rotterdam Open. Under denna period tog de sig även till semifinal vid Australiska öppna och final vid Dubai Tennis Championships. I april vann Mektić och Pavić sin femte ATP-titel för året vid Monte Carlo Masters.

## Titlar och finaler

### Grand Slam

#### Dubbel: 1 (1 andraplats)
| Resultat | År   | Turnering | Underlag   | Medspelare     | Motståndare             | Resultat |
| -------- | ---- | --------- | ---------- | -------------- | ----------------------- | -------- |
| Tvåa     | 2020 | US Open   | Hard court | Wesley Koolhof | Mate Pavić Bruno Soares | 5–7, 3–6 |

#### Mixed dubbel: 2 (1 titel, 1 andraplats)
| Resultat | År   | Mästerskap        | Underlag   | Medspelare         | Motståndare                        | Resultat         |
| -------- | ---- | ----------------- | ---------- | ------------------ | ---------------------------------- | ---------------- |
| Tvåa     | 2018 | US Open           | Hard court | Alicja Rosolska    | Bethanie Mattek-Sands Jamie Murray | 6–2, 3–6, [9–11] |
| Vinnare  | 2020 | Australiska öppna | Hard court | Barbora Krejčíková | Bethanie Mattek-Sands Jamie Murray | 5–7, 6–4, [10–1] |

### ATP Finals

#### Dubbel: 1 (1 titel)
| Resultat | År   | Mästerskap         | Underlag       | Medspelare     | Motståndare                          | Resultat         |
| -------- | ---- | ------------------ | -------------- | -------------- | ------------------------------------ | ---------------- |
| Vinnare  | 2020 | ATP Finals, London | Hard court (i) | Wesley Koolhof | Jürgen Melzer Édouard Roger-Vasselin | 2–6, 6–3, [10–5] |

### Masters 1000

#### Dubbel: 5 (5 titlar)
| Resultat | År   | Mästerskap              | Underlag   | Medspelare       | Motståndare                | Resultat                   |
| -------- | ---- | ----------------------- | ---------- | ---------------- | -------------------------- | -------------------------- |
| Vinnare  | 2018 | Madrid Open             | Grus       | Alexander Peya   | Bob Bryan Mike Bryan       | 5–3, avbröt.               |
| Vinnare  | 2019 | Indian Wells Masters    | Hard court | Horacio Zeballos | Łukasz Kubot Marcelo Melo  | 4–6, 6–4, [10–3]           |
| Vinnare  | 2019 | Monte Carlo Masters     | Grus       | Franko Škugor    | Robin Haase Wesley Koolhof | 6–7(3–7), 7–6(7–3), [11–9] |
| Vinnare  | 2021 | Miami Open              | Hard court | Mate Pavić       | Dan Evans Neal Skupski     | 6–4, 6–4                   |
| Vinnare  | 2021 | Monte Carlo Masters (2) | Grus       | Mate Pavić       | Dan Evans Neal Skupski     | 6–3, 4–6, [10–7]           |

### ATP-finaler i kronologisk ordning

#### Dubbel: 22 (13 titlar, 9 andraplatser)
| Teckenförklaring                  |
| --------------------------------- |
| Grand Slam turneringar (0–1)      |
| ATP World Tour Finals (1–0)       |
| ATP World Tour Masters 1000 (5–0) |
| ATP World Tour 500 Series (1–3)   |
| ATP World Tour 250 Series (6–5)   |

| Finaler efter underlag |
| ---------------------- |
| Hard court (9–6)       |
| Grus (4–3)             |
| Gräs (0–0)             |

| Resultat | V–F  | Datum          | Turnering                                         | Kategori     | Underlag       | Medspelare       | Motståndare                          | Resultat                   |
| -------- | ---- | -------------- | ------------------------------------------------- | ------------ | -------------- | ---------------- | ------------------------------------ | -------------------------- |
| Tvåa     | 0–1  | Juli 2016      | Croatia Open, Kroatien                            | 250 Series   | Grus           | Antonio Šančić   | Martin Kližan David Marrero          | 4–6, 2–6                   |
| Vinnare  | 1–1  | Februari 2017  | Memphis Open, USA                                 | 250 Series   | Hard court (i) | Brian Baker      | Ryan Harrison Steve Johnson          | 6–3, 6–4                   |
| Vinnare  | 2–1  | April 2017     | Hungarian Open, Ungern                            | 250 Series   | Hard court     | Brian Baker      | Juan Sebastián Cabal Robert Farah    | 7–6(7–2), 6–4              |
| Tvåa     | 2–2  | Oktober 2017   | Shenzhen Open, Kina                               | 250 Series   | Hard court     | Nicholas Monroe  | Alexander Peya Rajeev Ram            | 3–6, 2–6                   |
| Tvåa     | 2–3  | Februari 2018  | Sofia Open, Bulgarien                             | 250 Series   | Hard court (i) | Alexander Peya   | Robin Haase Matwé Middelkoop         | 7–5, 4–6, [4–10]           |
| Tvåa     | 2–4  | Februari 2018  | Rio Open, Brasilien                               | 500 Series   | Grus           | Alexander Peya   | David Marrero Fernando Verdasco      | 7–5, 5–7, [8–10]           |
| Vinnare  | 3–4  | April 2018     | Grand Prix Hassan II, Marocko                     | 250 Series   | Grus           | Alexander Peya   | Benoît Paire Édouard Roger-Vasselin  | 7–5, 3–6, [10–7]           |
| Tvåa     | 3–5  | Maj 2018       | BMW Open, Tyskland                                | 250 Series   | Grus           | Alexander Peya   | Ivan Dodig Rajeev Ram                | 3–6, 5–7                   |
| Vinnare  | 4–5  | Maj 2018       | Madrid Open, Spanien                              | Masters 1000 | Grus           | Alexander Peya   | Bob Bryan Mike Bryan                 | 5–3, avbröt.               |
| Vinnare  | 5–5  | Februari 2019  | Sofia Open, Bulgarien                             | 250 Series   | Hard court (i) | Jürgen Melzer    | Hsieh Cheng-peng Christopher Rungkat | 6–2, 4–6, [10–2]           |
| Vinnare  | 6–5  | Mars 2019      | BNP Paribas Open, USA                             | Masters 1000 | Hard court     | Horacio Zeballos | Łukasz Kubot Marcelo Melo            | 4–6, 6–4, [10–3]           |
| Vinnare  | 7–5  | April 2019     | Monte Carlo Masters, Monaco                       | Masters 1000 | Grus           | Franko Škugor    | Robin Haase Wesley Koolhof           | 6–7(3–7), 7–6(7–3), [11–9] |
| Tvåa     | 7–6  | Oktober 2019   | Japan Open, Japan                                 | 500 Series   | Hard court     | Franko Škugor    | Nicolas Mahut Édouard Roger-Vasselin | 6–7(7–9), 4–6              |
| Tvåa     | 7–7  | Februari 2020  | Open 13, Frankrike                                | 250 Series   | Hard court (i) | Wesley Koolhof   | Nicolas Mahut Vasek Pospisil         | 3–6, 4–6                   |
| Tvåa     | 7–8  | September 2020 | US Open, USA                                      | Grand Slam   | Hard court     | Wesley Koolhof   | Mate Pavić Bruno Soares              | 5–7, 3–6                   |
| Vinnare  | 8–8  | November 2020  | ATP Finals, Storbritannien                        | ATP Finals   | Hard court (i) | Wesley Koolhof   | Jürgen Melzer Édouard Roger-Vasselin | 2–6, 6–3, [10–5]           |
| Vinnare  | 9–8  | Januari 2021   | Antalya Open, Turkiet                             | 250 Series   | Hard court     | Mate Pavić       | Ivan Dodig Filip Polášek             | 6–2, 6–4                   |
| Vinnare  | 10–8 | Februari 2021  | Murray River Open, Australien                     | 250 Series   | Hard court     | Mate Pavić       | Jérémy Chardy Fabrice Martin         | 7–6(7–2), 6–3              |
| Vinnare  | 11–8 | Mars 2021      | Rotterdam Open, Nederländerna                     | 500 Series   | Hard court (i) | Mate Pavić       | Kevin Krawietz Horia Tecău           | 7–6(9–7), 6–2              |
| Tvåa     | 11–9 | Mars 2021      | Dubai Tennis Championships, Förenade Arabemiraten | 500 Series   | Hard court     | Mate Pavić       | Juan Sebastián Cabal Robert Farah    | 6–7(0–7), 6–7(4–7)         |
| Vinnare  | 12–9 | April 2021     | Miami Open, USA                                   | Masters 1000 | Hard court     | Mate Pavić       | Dan Evans Neal Skupski               | 6–4, 6–4                   |
| Vinnare  | 13–9 | April 2021     | Monte Carlo Masters, Monaco (2)                   | Masters 1000 | Grus           | Mate Pavić       | Dan Evans Neal Skupski               | 6–3, 4–6, [10–7]           |